# Jules Danlos
Jules Danlos (Granville, 7 februari 1882 - Torhout, 14 november 1955) was een Belgisch kunstschilder van Franse origine, deel uitmakend van de zogenaamde Brugse School.

## Levensloop
Danlos kwam in Brugge wonen en volgde er de lessen aan de kunstacademie, onder meer bij Flori Van Acker. Hij trouwde met Gilberte Baete en werd bevriend met de in Brugge wonende Engelse beeldhouwer Alfred Gilbert. Hij koos voor het beroep van hofbouwkundige en stond aan het hoofd van de 'Horticulture Steinmetz', zodat schilderen een actieve vrijetijdsbesteding werd.
Hij schilderde voornamelijk bloemen, tuinen, bosgezichten en landschappen, maar daarnaast ook Brugse stadsgezichten. Hij maakte muurschilderingen in de Sint-Baafskerk van Sint-Andries, de abdij van Zevenkerken en het Sint-Pietersstation in Gent. Hij illustreerde ook boeken.